# Ревунівське (заказник)
Реву́нівське — ботанічний заказник місцевого значення в Україні. Розташований у межах Чернігівського району Чернігівської області, поруч із селищем Ревунів Круг. 
Площа 705 га. Статус присвоєно згідно з рішенням Чернігівського облвиконкому від 04.12.1978 року № 529; від 27.12.1984 року № 454; від 28.08.1989 року № 164; від 31.07.1991 року № 159; рішення Чернігівської обласної ради від 11.04.2000 року. Перебуває у віданні ДП «Чернігівське лісове господарство» (Ревунівське л-во, кв. 18, 19, 23-28, 30, 32, 34, 36). 
Статус присвоєно для збереження частини лісового масиву з високопродуктивними насадженнями сосни. У домішку — береза, вільха.